# Miles M.35 Libellula
Майлз M.35 Лібеллула (англ. Miles M.35 Libellula) — британський експериментальний літак за схемою тандемне крило, створений компанією Miles Aircraft, як тестовий зразок можливого палубного винищувача.

## Історія
Проєкт M.35 починався з ідеї компактного літака з малою довжиною зльоту для використання на авіаносцях. Для цього було вибрано нестандартну схему тандемного крила зі штовхальним гвинтом і кабіну на самому носі літака. Через наявність двох крил їх можна було зробити коротшими без потреби складання для ліфта авіаносців.
Головним дизайнером проєкту був Рей Бурнон, а сам літак будувався в умовах секретності. Використавши шасі і кіль від Miles Magister M.35 побудували за шість тижнів. Перший політ відбувся 1 травня 1942 року з Джоржом Майлзом за штурвалом. І хоча літак був відчутно нестабільним, випробування в аеродинамічному тунелі показали що це виправляється і тандемна схема може використовуватись.
Miles Aircraft запропонували проєкт міністерству авіації, але він не був прийнятий.